# ISO 3166-2:RE
ISO 3166-2:RE — стандарт Международной организации по стандартизации, который определяет геокоды. Является подмножеством стандарта ISO 3166-2, относящимся к Реюньону. Стандарт охватывает остров Реюньон. Геокод состоит из: кода Alpha2 по стандарту ISO 3166-1 для острова Реюньон — RE.  Одновременно Реюньону присвоен геокод второго уровня  — FR-RE как заморскому департаменту Франции. Геокод являются подмножеством кода домена верхнего уровня — RE, присвоенного Реюньону в соответствии со стандартами ISO 3166-1.

## Геокоды Реюньона
| Название | Alpha2 | Alpha3 | цифровой | Геокод по ISO 3166-2 | Статус                |
| -------- | ------ | ------ | -------- | -------------------- | --------------------- |
| Реюньон  | RE     | REU    | 638      | FR-RE                | заморский департамент |

## Геокоды пограничных Реюньону государств
- Мадагаскар — ISO 3166-2:MG (на западе (морская граница).